# Чистое (Крым)
Чи́стое (до 1948 года Но́вая Акчора́; укр. Чисте, крымскотат. Yañı Aqçora) — исчезнувшее село в Джанкойском районе Республики Крым, располагавшееся на северо-востоке района, на берегу Сиваша на полуострове Тюп-Тархан, примерно в 1 км к северу от современного села Чайкино.

## История
Новая Акчора возникла, вероятно, в начале XX века, так как впервые в доступных источниках встречается в Статистическом справочнике Таврической губернии 1915 года, согласно которому на хуторе Акчора (Третьяченко) Ак-Шеихской волости Перекопского уезда числилось 4 двора (все дворы с землёй) с русским населением в количестве 33 человек приписных жителей и 28 — «посторонних», из которых 46 мужчин и 15 женщин. При хуторе числилось 1031 десятина удобной земли. В хозяйстве имелось 60 лошадей, 40 волов, 8 коров и 18 голов мелкого скота.
После установления в Крыму Советской власти, по постановлению Крымревкома от 8 января 1921 года № 206 «Об изменении административных границ» была упразднена волостная система и в составе Джанкойского уезда был создан Джанкойский район. В 1922 году уезды преобразовали в округа. 11 октября 1923 года, согласно постановлению ВЦИК, в административное деление Крымской АССР были внесены изменения, в результате которых округа были ликвидированы, основной административной единицей стал Джанкойский район и село включили в его состав. Согласно Списку населённых пунктов Крымской АССР по Всесоюзной переписи 17 декабря 1926 года, в селе Акчора Новая (с хутором Третьяченко), Акчоринского (татарского) сельсовета Джанкойского района, числилось 14 дворов, все крестьянские, население составляло 86 человек. В национальном отношении учтено: 42 немца и 42 русских. В 1930-х годах за селением закрепилось название Новая Акчора. Вскоре после начала Великой Отечественной войны, 18 августа 1941 года крымские немцы были выселены, сначала в Ставропольский край, а затем в Сибирь и северный Казахстан.
После освобождения Крыма, 18 мая 1944 года, 12 августа 1944 года было принято постановление № ГОКО-6372с «О переселении колхозников в районы Крыма» и в сентябре 1944 года в район приехали первые новоселы (27 семей) из Каменец-Подольской и Киевской областей, а в начале 1950-х годов последовала вторая волна переселенцев из различных областей Украины. С 25 июня 1946 года Новая Акчора в составе Крымской области РСФСР. Указом Президиума Верховного Совета РСФСР от 18 мая 1948 года, Новую Акчору переименовали в Чистое. 26 апреля 1954 года Крымская область была передана из состава РСФСР в состав УССР. Время включения в Заречненский сельсовет пока не установлено: на 15 июня 1960 года село уже числилось в его составе. Ликвидировано к 1968 году (согласно справочнику «Крымская область. Административно-территориальное деление на 1 января 1968 года» — в период с 1954 по 1968 год, как село Заречненского сельсовета).